# 埃迪迪翁·奥迪翁
埃迪迪翁·奥迪翁（Edidiong Odiong，1997年3月13日—），巴林女子田径运动员，2018年亚洲运动会女子100米、女子200米、女子4×100米接力金牌得主和女子4×400米接力银牌得主、2022年亚洲运动会女子200米铜牌得主。